# Астероиди блиски Земљи
Астероиди блиски Земљи (енгл. Near Earth Asteroid, NEA) је заједнички назив за све астероиде који се у једном делу путање приближавају Земљиној орбити. НЕА се деле у 3 групе, назване по појединим астероидима из групе.
- Прву групу чине Амор астероиди са перихелом између 1,017 и 1,3 АЈ. Износ од 1,017 АЈ представља удаљеност Земље од Сунца у афелу. Познато је око 2500 оваквих астероида (фебруар 2009.).
- Друга група су Аполо астероиди са великом полуосом изнад 1 АЈ и перихелом испод 1,017 АЈ. Познато око 3000 астероида са оваквим путањама (фебруар 2009.), а процењује се да их има 500 до 1000 већих од 1 km. 2101 Адонис, 2-километарски астероид, 1937. године је прошао на само 2 милиона km од Земље. 4179 Тутатису, једном од Аполо астероида, 1992. је, као првом астероиду, одређен облик и величина помоћу радара.
- Трећу групу чине Атон астероиди са великом полуосом мањом од 1 АЈ и афелом већим од 0,983 АЈ. Познато је око 500 оваквих астероида (фебруар 2009.). Последњих је година забележено неколико прелета астероида у близини Земље.